# Stamford Brook metróállomás
A Stamford Brook a londoni metró egyik állomása a 2-es zónában, a District line érinti.

## Története
Az állomást 1912. február 1-jén adták át a District Railway és a London and South Western Railway részeként. 1916. június 3-án megszűnt a vonalon a London and South Western Railway.

## Forgalom
| Járat | Útvonal | Gyakoriság   |
| ----- | --- | ------------ |
|       | Upminster – Upminster Bridge – Hornchurch – Elm Park – Dagenham East – Dagenham Heathway – Becontree – Upney – Barking – East Ham – Upton Park – Plaistow – West Ham – Bromley-by-Bow – Bow Road – Mile End – Stepney Green – Whitechapel – Aldgate East – Tower Hill – Monument – Cannon Street – Mansion House – Blackfriars – Temple – Embankment – Westminster – St. James’s Park – Victoria – Sloane Square – South Kensington – Gloucester Road – Earl’s Court – West Kensington – Barons Court – Hammersmith – Ravenscourt Park – Stamford Brook – Turnham Green (– tovább Richmond és Ealing Broadway felé) | 5 percenként |

## Átszállási kapcsolatok
| Állomás        | Átszállási kapcsolatok        |
| -------------- | ----------------------------- |
| Stamford Brook | Helyi buszok (Stamford Brook) |

## Fordítás
- Ez a szócikk részben vagy egészben  a   Stamford Brook tube station című angol Wikipédia-szócikk fordításán alapul.  Az eredeti cikk szerkesztőit annak laptörténete sorolja fel. Ez a jelzés csupán a megfogalmazás eredetét és a szerzői jogokat jelzi, nem szolgál a cikkben szereplő információk forrásmegjelöléseként.